# Simon Baron-Cohen
Simon Baron-Cohen (Londen, 15 augustus 1958) is een Brits hoogleraar ontwikkelingspsychologie in de afdelingen psychiatrie en experimentele psychologie aan de universiteit van Cambridge. Hij is een autoriteit in het onderzoek naar het autismespectrum. Hij staat mede aan het hoofd van het Autism Research Centre van de universiteit in Cambridge.

## Opleiding en persoonlijk leven
Baron-Cohen studeerde aan New College, Universiteit van Oxford, en behaalde een master of Philosophy voor de studie klinische psychologie aan de King's College London. Hij behaalde zijn PhD voor psychologie aan de University College London. Zijn promotor was Uta Frith.
Hij is gehuwd en heeft drie kinderen. Zijn zoon Sam is een komisch acteur en schrijver, zijn dochter Kate is een singer-songwriter. Zijn broers Ashley en Dan zijn filmmakers. Hij is een neef van componist en muzikant Erran Baron Cohen en van komisch acteur Sacha Baron Cohen.

## Onderzoek
Baron-Cohen publiceerde samen met Uta Frith en Alan Leslie een eerste onderzoek naar het verband tussen een vertraagde ontwikkeling van de theory of mind bij kinderen met autisme. Voor het onderzoek ontwikkelden de onderzoekers de Sally en Anne-test.
In zijn latere carrière ontwikkelde hij de hypothese dat autisme een vorm is van het hebben van een "extreem mannelijk brein" waarbij autisme verklaard wordt aan de hand van geslachtsverschillen. De theorie is dat gemiddeld meer vrouwen dan mannen goed zijn in het empathiseren en dat gemiddeld meer mannen dan vrouwen goed zijn in het systematiseren. Mensen met autisme zouden volgens de hypothese een uitgesproken vorm van systematiseren vertonen en dus aan het uiteinde van het typische mannelijke profiel zitten. De theorie is niet zonder controverse. Sommigen twijfelen of de typische mannelijke kenmerken in de algemene bevolking zo uitgesproken zijn omdat sommige studies de resultaten minimaliseren.
Hij creëerde met deze theorie in gedachte de autismespectrumquotiënt-test, een screentest met vijftig vragen.
In zijn boek Autisme en Asperger Syndroom: De stand van zaken maakt hij een opsomming van een breed scala van gedragsuitingen die vaak voorkomen bij autisme, in de categorieën motoriek, repetitief gedrag, taal en communicatie, sociale vaardigheden en cognitieve processen. Daarbij geeft hij aan dat de meeste gedragsuitingen te verklaren zijn met zijn empathiseren-systematiseren theorie, in tegenstelling tot de hypotheses theory of mind en drie andere theorieën.
Baron-Cohen lanceerde een onderzoeksproject naar een mogelijk verband tussen autisme en een hoog foetaal testosteron. Moeders en kinderen werden gevolgd waarvan de moeder een vruchtwaterpunctie ondergaan had, om de individuele verschillen na te gaan tijdens de zwangerschap en de latere ontwikkeling van het kind. In 2007 werd geconcludeerd dat er een verband bestaat tussen het foetaal testosteron en de ontwikkeling van bepaalde autistische kenmerken. Echter Baron-Cohen geeft aan dat verder onderzoek nodig is, omdat de kinderen met een hoog foetaal testosteron, autistische kenmerken hadden, maar niet autistisch waren.
Hij is de stelling genegen dat autisme geen stoornis is, maar dat autistische kinderen zich enkel anders ontwikkelen dan doorsnee kinderen.